# Elzeveldlossing

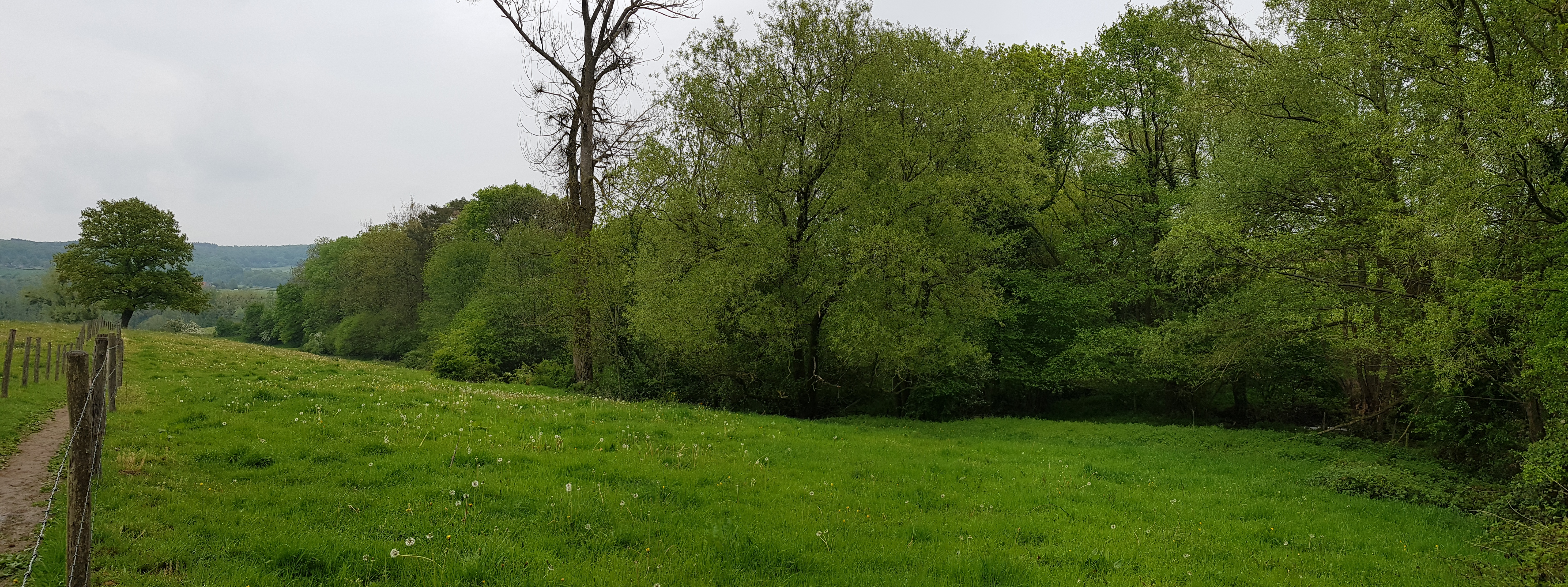
De beek in het groen

De Elzeveldlossing is een beek in Nederlands Zuid-Limburg in de gemeente Gulpen-Wittem. De beek ligt ten zuiden van Epen op de linkeroever van de Geul.
De beek heeft een enkele zijtak die hogerop uitmondt op de beek.

## Ligging
De beek ontspringt ten noorden van Klein-Kuttingen en Sippenaeken en ten zuiden van buurtschap Kuttingen op de oostelijke helling van een heuvelrug (tussen het dal van de Terzieterbeek en het Geuldal). Vanaf de bron loopt de beek in noordoostelijke richting en loopt daarbij voor een groot stuk grofweg parallel aan de grens met België. Na ongeveer 1200 meter mondt de beek  tussen de Cottesserbeek en de Berversbergbeek uit in de Geul.